# 클로스트리디움속
클로스트리디움속(영어: Clostridium)은 혐기성 그람양성세균의 속이다. 클로스트리디움 속에 속하는 종들은 토양 및 사람을 포함한 동물의 장관에 서식한다. 클로스트리디움속에는 보툴리누스 중독 및 파상풍의 원인균을 포함하여 몇 가지 중요한 사람에 대한 병원체들이 존재한다. 또한 이전에는 설사의 중요한 원인인 클로스트리디오이데스 디피실리(Clostridioides difficile)가 포함되어 있었는데 2016년에 클로스트리디오이데스속으로 재분류되었다.

## 같이 보기
- 그람양성세균